# Timurtaş Noyan
Pour les articles homonymes, voir Timurtaş.
Timurtaş Noyan, Temür Tash ou Demirtaş est le fils de l’émir Chupan représentant du dernier grand Ilkhan de Perse Abu Saïd Bahadur qui a été un temps le véritable détenteur du pouvoir chez les Ilkhanides de Perse. Lors de la chute de son père, il s’enfuit en Égypte où les Mamelouks, dont il avait voulu faire ses alliés, le tuent (1328).

## Biographie
Entre 1308 et 1314, l’émir de Karaman, Mahmud se rend maître de Konya. En 1314, Oldjaïtou envoie contre lui l’émir Chupan qui le force à s’enfuir et peu après à venir faire sa soumission (1319)
En 1317, Abu Saïd, n’a que douze ans lorsqu’il succède à son père Oldjaïtou, décédé à Sultaniya le 16 décembre 1316. Abu Saïd va rester le jouet des seigneurs mongols qui gouvernent sous son nom en se disputant le pouvoir et les provinces. Le nouveau sultan confirme Chupan dans ses fonctions « d’amīr al-umarāʾ. » En 1318, Chupan détient le grand sceau (tamga). Timurtaş est nommé gouverneur d’Anatolie en 1319.
En 1321/1322, Timurtaş tente de se déclarer indépendant. Il fait alliance avec les Mamelouks d’Égypte. Son père est chargé d’écraser cette révolte. Timurtaş est pardonné et maintenu dans ses fonctions de gouverneur.
En 1324, Timurtaş tente de réunifier le domaine anatolien des Mongols pour son propre compte.
L’Hamidide Dündar, bey d’Eğirdir en Pisidie subit les attaques de Timurtaş. Dündar est tué, ses fils se réfugient en Égypte. Yunus frère de Dündar, règne sur la principauté de Teke située plus au sud, sur la côte méditerranéenne en Lydie et Pamphylie avec pour capitale Antalya.
Timurtaş soumet les deux principautés des Hamidides et des Teke et donne Antalya à Mahmud, un fils de Yunus. La principauté des Sâhipataoğullari fait partie des territoires vassaux des Ilkhanides. Elle est alors réduite à la ville d’Afyonkarahisar et à ses alentours. Nusreddin Ahmed, un fils de Sahip Ata, règne alors sur le beylicat. À l’approche de Timurtaş, il se réfugie dans la famille de sa mère au palais des Germiyanides à Kütahya (pendant le règne de Yakub Bey Ier, avant 1325).
Vers 1326, Timurtaş marche sur Beyşehir capitale des  beys d’Eşref. Le bey Süleyman II est tué par Timurtaş qui le jette dans le lac de Beyşehir. Le territoire du beylicat est divisé entre les Karamanides et les Hamidides.
En 1327, Chupan, tombé en disgrâce, est tué à la demande d’Abu Saïd. Timurtaş part se réfugier en Égypte chez les Mamelouks. Eretna, qui faisait partie de la suite de Timurtaş, devient son représentant en Anatolie. Eretna se maintiendra dans ce poste jusqu’à la mort d’Abu Saïd en 1335, et fonde la dynastie beylicale des Eretnides.
Dans un premier temps, Timurtaş est bien reçu par le sultan An-Nâsir qui lui offre Alexandrie. Timurtaş refuse et dit : « Je désire seulement des troupes pour combattre Abu Saïd. ». Si An-Nâsir lui envoie un vêtement, 
Timurtaş donne au porteur du cadeau, un vêtement encore plus beau pour humilier An-Nâsir. Ce dernier excédé finit par faire tuer Timurtaş et envoie sa tête à Abu Saïd.

## Famille

### Epouses et descendance
On lui connait trois épouses et quatre fils :
- Une soeur d'Eretna;
- Daulat Khatun, une soeur d'Ahi Osman; elle épouse en seconde noces Qara Jari des Hasan Kucek en 1336;
  - Hasan Kûtchek, (v.1319 - 15/12/1343);
  - Malek Achraf, (v.1323 - 1357);
  - Malek Astar, (v.1325 - 1347);
  - Misr Malek, (v.1330 - ?);
- Kalturmish Khatun;

Cependant, Al-Safadi ajoute 4 fils supplémentaires à sa progéniture : Jamdegan, Pir Hasan, Shabdun, Tudan.